# 格梅爾代克河
49°56′14″N 18°35′19″E / 49.937213°N 18.588526°E
格梅爾代克河是波蘭的河流，位於該國南部，該河流處於西里西亞省，流經亞斯琴別-茲德魯伊，河道全長5公里，流域面積8.5平方公里。